# Ibrāhīm ibn Adham
Ibrāhīm b. Adham (Abū Ishaq b. Mansur al-Balkhī), connu aussi en Occident sous le nom d’Abou Ben Adhem, il naquit à Balkh, à l’est du Khorassan, d’une famille noble de Koufa ; il descendait du second calife Omar ibn al-Khattâb. Roi de Balkh, selon les sources arabes et persanes, dont Boukhari, il aurait reçu un avertissement d'Allah et aurait abdiqué pour mener la vie ascétique des soufis au Bilad el-Cham. Le récit de sa conversion est devenu célèbre et de nombreux maîtres l’ont racontée, notamment Attar de Nishapur dans son Mémorial des Saints. Il eut pour maîtres Sufyān al-Thawrī et Fudayl b. ‘Iyād, un disciple d’une chaîne remontant à Hassan al-Basrî et devint travailleur manuel, jusqu’à sa mort en 782. Il est enterré en Syrie, non loin de Jablé.